# Aéroport international d'Almaty
L’aéroport international d'Almaty (kazakh : Халықаралық Алматы Әуежайы, russe : Международный Аэропорт Алматы) (code IATA : ALA • code OACI : UAAA) est le plus grand aéroport international au Kazakhstan situé à environ 18 kilomètres du centre d'Almaty, la plus grande ville et capitale commerciale du Kazakhstan. 

## Trafic
L'aéroport d'Almaty représente la moitié du trafic des voyageurs du Kazakhstan et 68 % du trafic de marchandises. 
En 2006, l'aéroport a vu passer 2 000 000 passagers et en 2012 l'aéroport a accueilli 4 003 004 passagers.

## Situation
| \| 100 km1:25 028 000 \| Turkestan Aktaou Aktioubé Almaty Astana Atyraw Balkhach Chimkent Jezkazgan Kökşetaw Kostanaï Kyzylorda Öskemen Ourdchar Oucharal Oural Pavlodar Petropavl Sary-Arka Semeï Taldykourgan Taraz |
| 100 km1:25 028 000 |

## Histoire

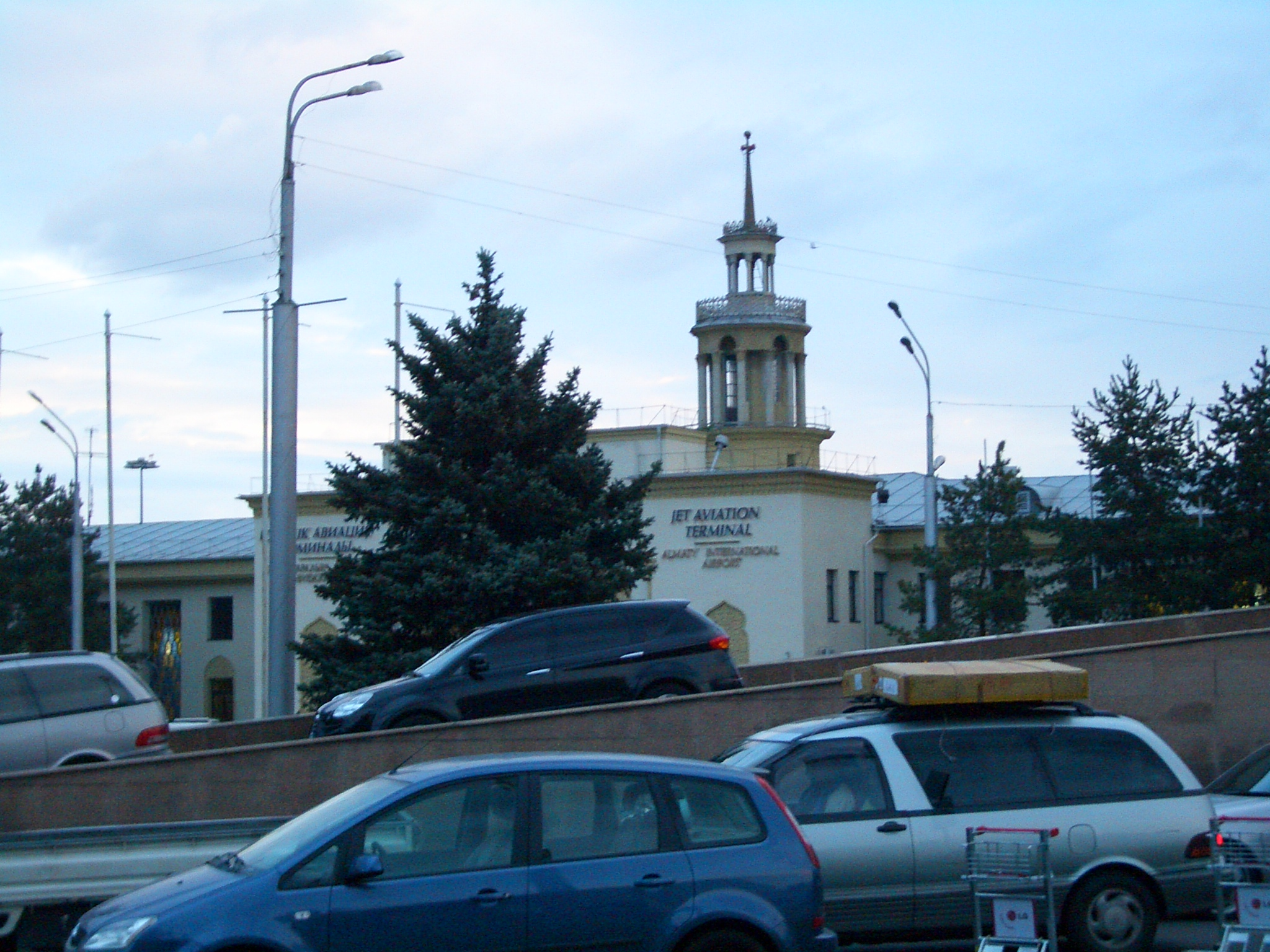
L'ancien terminal datant de l'époque soviétique, maintenant utilisée pour l'aviation générale.

L'aéroport a été construit en 1935. 
Jusqu'en 1990, il fait partie du département de l'Aviation civile du Kazakhstan, puis réorganisé en « Aéroport d'Alma-Ata » en 1991. 
Depuis 1993, il fonctionne comme une unité indépendante. 
En 1994, il est réorganisé en « Aéroport d'Almaty » et, plus tard rebaptisé « Aéroport International d'Almaty ».
À la suite de la reconstruction d'une piste en 1998, l'aéroport d'Almaty a été mis en catégorie II et a reçu le statut d'aéroport international. 
Le 9 juillet 1999, un incendie se déclare dans la cuisine du restaurant de l'aéroport. L'ensemble du terminal brûle en l'espace de quelques heures, heureusement sans blessé grave. La construction du nouveau terminal a été achevée en 2004.
L'aéroport d'Almaty est une plaque tournante pour le transporteur national Air Astana. 
Il est également l'un des principaux aéroports d'Asie centrale concernant le fret et les avions cargos.
Le 19 juillet 2006, la présentation du projet de construction d'une nouvelle piste a lieu à l'aéroport international d'Almaty. 
La construction de la deuxième piste a débuté dès 1992, mais est arrêtée momentanément en raison du manque de fonds. 
Les opérations ont repris en 2006 grâce à des investissements d'actionnaires de l'aéroport. 
Cette nouvelle piste a été inaugurée le 30 septembre 2008. 
Il est prévu de construire dans un avenir proche un nouveau terminal passagers pour les vols internationaux de six ponts de chargement et d'une capacité qui pourra aller jusqu'à 2 500 passagers par heure. 
Ce projet inclut le développement des infrastructures et de complexes comprenant un hôtel Marriott, des salles de conférence, un centre d'affaires, un centre commercial, des cinémas. 
Le nouveau terminal sera situé le long de la route Kuldja, ce qui contribuera à réduire le trafic sur la route de l'aéroport. 
Le Premier Ministre Karim Massimov a demandé à Samruk (Samruk est l'administration de gestion d'actifs du holding) en 2008 d'acheter l'aéroport international d'Almaty.
Il a accueilli environ 6,4 millions de passagers en 2019 dont un peu moins de la moitié sur des liaisons internationales. 
Le 8 mai 2020, le groupe Aéroports de Paris annonce que le consortium formé par TAV Airports (dont il détient 46,12% du capital) et VPE Capital, a signé un accord portant sur le rachat de l’aéroport d’Almaty et des activités connexes, pour une valeur de 415 millions de dollars.
Le café de l'aéroport s'appelle Le Croissant français avec une petite tour Eiffel en guise de A.

## Statistiques
Pour des raisons techniques, il est temporairement impossible d'afficher le graphique qui aurait dû être présenté ici.

Voir la requête brute et les sources sur Wikidata.

## Compagnies aériennes et destinations

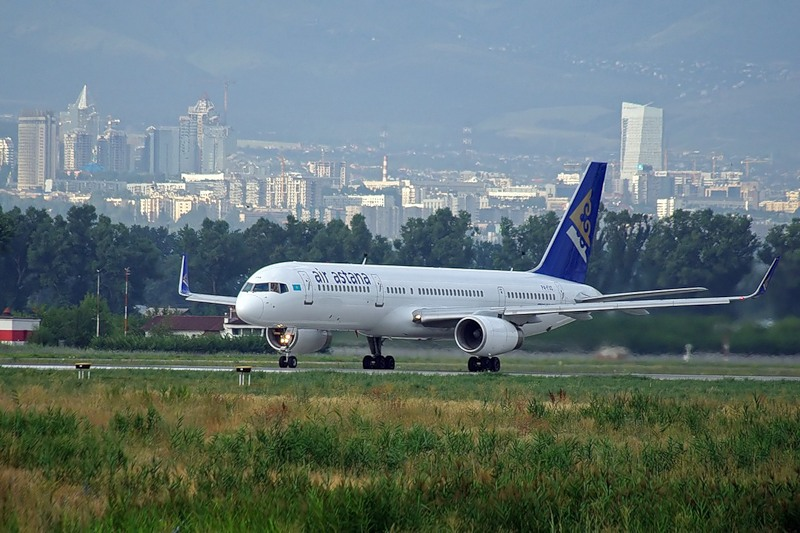
Boeing 757-200 d'Air Astana à l'aéroport international d'Almaty.

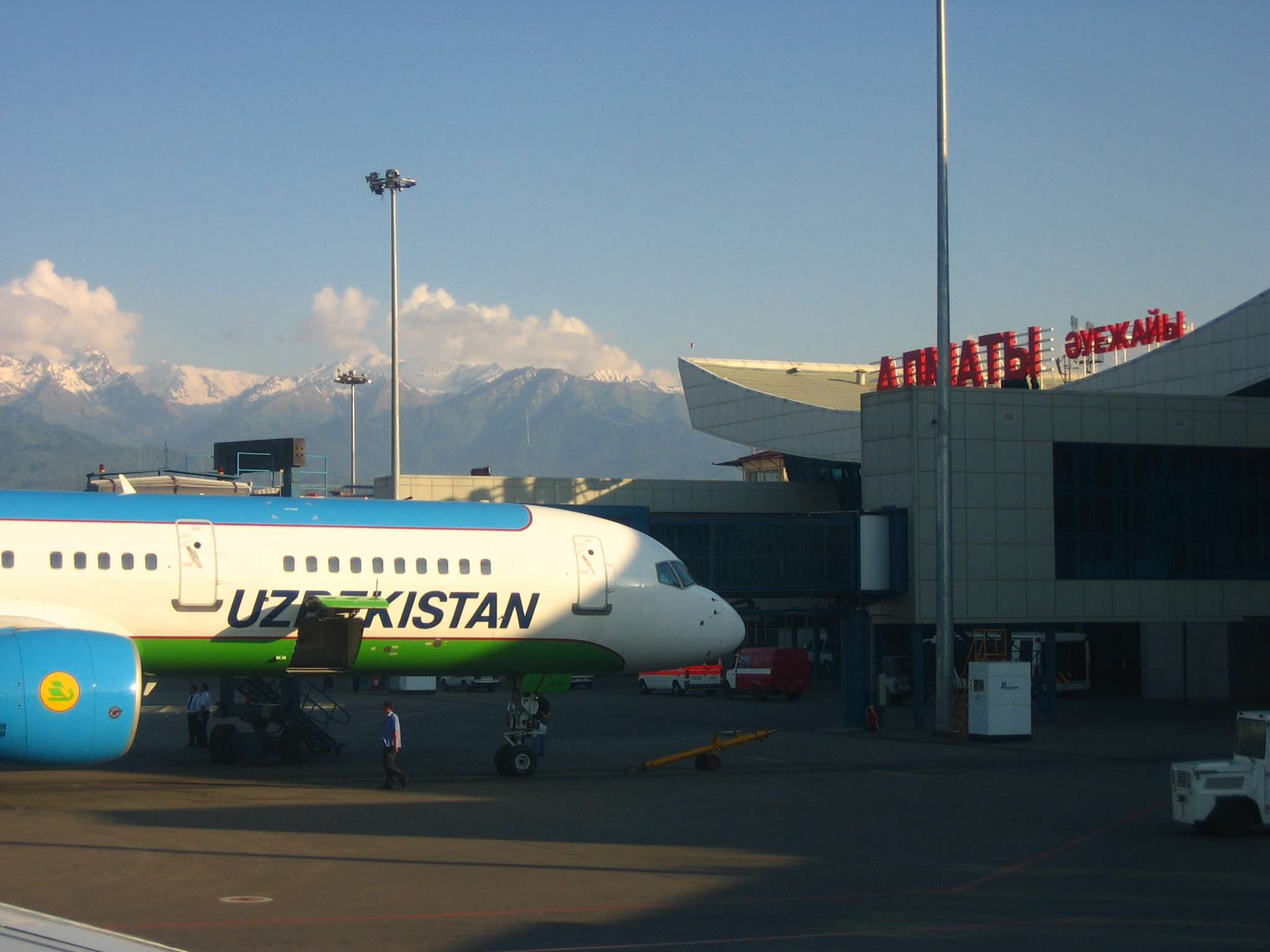
Boeing 757-200 Uzbekistan Airways à l'aéroport international d'Almaty.

### Vols passagers
| Compagnies              | Destinations |
| ----------------------- | --- |
| Aeroflot                | Moscou Chérémétiévo |
| Air Arabia              | Charjah |
| Air Astana              | - Aktaou, - Aktioubé, - Atyraw, - Bakou-H. Aliyev, - Bangkok-Suvarnabhumi, - Pékin-Capitale, - Bichkek Manas, - Delhi-Indira Gandhi, - Dubaï, - Douchanbé, - Francfort, - Hong Kong, - Istanbul, - Kiev-Boryspil, - Kuala Lumpur, - Kyzylorda, - Malé Velana, - Moscou-Domodédovo , - Noursoultan, - Oural-Ak Zhol, - Öskemen, - Saint-Pétersbourg-Poulkovo, - Séoul-Incheon, - Chimkent, - Tachkent, - Tbilissi-C. Roustavéli, - Ürümqi-Diwopu En saison : Antalya, Bodrum-Milas, Podgorica En saison charter : Hambantota-Mattala, Charm el-Cheikh |
| airBaltic               | En saison : Riga |
| Asiana Airlines         | Séoul-Incheon |
| Azerbaijan Airlines     | Bakou-H. Aliyev |
| Belavia                 | Minsk |
| China Southern Airlines | Ürümqi-Diwopu |
| Ellinair                | En saison charter : Thessalonique-Makedonía |
| FlyArystan              | Aktaou, Aktioubé, Atyraw, Karaganda-Sary-Arka , Kökşetaw, Kostanaï, Noursoultan, Oural-Ak Zhol, Pavlodar, Petropavl, Semeï, Chimkent, Taraz, Turkestan |
| flydubai                | Dubaï |
| Hainan Airlines         | Pékin-Capitale |
| Kam Air                 | Kaboul |
| Lufthansa               | Francfort |
| Mahan Air               | Téhéran-Imam-Khomeini |
| Nordwind Airlines       | Samara-Kouroumotch |
| Pegasus Airlines        | Antalya, Istanbul-S. Gökçen |
| Qatar Airways           | Doha-Hamad |
| Qazaq Air               | Noursoultan, Chimkent, Taraz |
| S7 Airlines             | Novossibirsk-Tolmatchevo |
| SCAT Airlines           | Aktaou, Aktioubé, Atyraw, Balkhach, Haikou,Djeddah - Roi-Abdelaziz, Karaganda-Sary-Arka, Kökşetaw, Kostanaï, Kyzylorda, Médine-Prince M. Bin Abdulaziz , Mineralniye Vody, Noursoultan, Oural-Ak Zhol, Öskemen, Petropavl, Ras el Khaïmah, Semeï, Chimkent, Taraz, Ourdchar, Usharal, Jezkazgan En saison : Antalya, Sanya-Phénix En saison charter : Hambantota-Mattala |
| SkyUp                   | Kiev-Boryspil |
| Somon Air               | Douchanbé |
| Sunday Airlines         | En saison Charter : Antalya, Charm el-Cheikh, Malé Velana |
| Turkish Airlines        | Istanbul |
| Turkmenistan Airlines   | Achgabat |
| Ural Airlines           | Moscou-Joukovski, Iékaterinbourg-Koltsovo |
| Uzbekistan Airways      | Tachkent |
| Wizz Air                | Abou Dabi |

Édité le 22/10/2019 Actualisé le 30/05/2021

### Vols Cargo
| Compagnies              | Destinations                                                                                                |
| ----------------------- | --- |
| AirBridgeCargo Airlines | Hong Kong                                                                                                   |
| Cargolux                | Budapest-Ferenc Liszt, Hong Kong, Luxembourg-Findel                                                         |
| Cargolux Italia         | Hong Kong, Milan-Malpensa                                                                                   |
| Lufthansa Cargo         | Canton-Baiyun, Hong Kong, Tachkent                                                                          |
| MNG Airlines            | Istanbul-Atatürk                                                                                            |
| Qatar Airways Cargo     | Doha-Hamad, Hong Kong                                                                                       |
| Silk Way Airlines       | Zhengzhou                                                                                                   |
| Turkish Airlines Cargo  | Bichkek Manas, Canton-Baiyun, Istanbul-Atatürk, Séoul-Incheon, Noursoultan, Shanghai-Pudong, Taïwan-Taoyuan |
| UPS Airlines            | Cologne/Bonn-K. Adenauer, Séoul-Incheon, Shanghai-Pudong                                                    |